# Wendlandia psychotrioides
Wendlandia psychotrioides là một loài thực vật có hoa trong họ Thiến thảo. Loài này được (F.Muell.) F.Muell. miêu tả khoa học đầu tiên năm 1892.